# Стрельч, Язеп Станиславович
Язеп Станиславович Стрельч (латыш. Jāzeps Streļčs; 20 октября 1935, Латвия — 10 февраля 2008, Рига) — бригадир комплексной бригады строительного управления № 60 треста «Ригажилстрой», гор. Рига, Латвийская ССР. Герой Социалистического Труда (1965). Депутат Верховного Совета Латвийской ССР 7 — 9 созывов.

## Биография
По окончании школы фабрично-заводского обучения трудился каменщиком Мадонского участка эксплуатации дорог, позднее — каменщиком в Лиепайском и Резекненском строительных управлениях.
С 1957 года — каменщик, бригадир комплексной бригады, мастер, прораб рижского строительного управления № 60 «Ригажилстрой» (позднее — «Ригастрой»). С 1964 года — член КПСС.
Комплексная бригада под руководством Язепа Стрельча досрочно выполнила коллективное социалистическое обязательство и производственные задания Семилетки (1959—1965). Указом Президиума Верховного Совета СССР от 1 октября 1965 года удостоен звания Героя Социалистического Труда «за выдающиеся заслуги, достигнутые в развитии промышленности Латвийской ССР» с вручением ордена Ленина и золотой медали Серп и Молот.
Избирался депутатом Верховного Совета Латвийской ССР 7 — 9 созывов (1967—1980). Входил в состав Комиссии по строительству и промышленности строительных материалов Верховного Совета Латвийской ССР.
Трудился в тресте «Ригажилстрой» до 1977 года. После выхода на пенсию проживал в Риге. Умер 10 февраля 2008 года. Похоронен в Огре, Латвия.

## Награды и звания
- Герой Социалистического Труда
- Орден Ленина
- Орден Октябрьской Революции (07.05.1971).